# Тегернзейские анналы Вернера и других
Тегернзейские анналы Вернера и других (лат. Annales Wernheri aliorumque Tegernseenses) — составленные на латинском языке исторические заметки бенедиктинского монастыря в баварском городе Тегернзе. Название получили по имени одного из своих составителей XII в. — диакона Вернера. Сохранились в рукописи XII—XIII и XV вв. Охватывают период с 1156 по 1455 гг. Содержат сведения, главным образом, по истории Германской империи и Папства.

## Издания
- Annales Wernheri aliorumque Tegernseenses / ed. G. Waitz // MGH, SS. Bd. XXIV. Hannover. 1879, p. 58-59[2].

## Переводы на русский язык
- Тегернзейские анналы Вернера и других в переводе И. М. Дьяконова на сайте Восточной литературы